# Mjelde
Pour les articles homonymes, voir Mjelde.
Mjelde est une localité du comté de Troms, en Norvège.

## Géographie
Administrativement, Mjelde fait partie de la kommune de Tromsø.